# Eleições parlamentares no Tajiquistão em 2015
As Eleições Parlamentares no Tajiquistão em 2015 foram realizadas em 1 de março de 2015 para eleger os 63 membros da Assembleia de Representantes, a câmara baixa do parlamento tajique. O pleito foi marcado por uma alta participação oficial, mas também por críticas de observadores internacionais, que apontaram irregularidades e falta de liberdade democrática no processo.

## Contexto
Desde a independência em 1991, o Tajiquistão é governado pelo presidente Emomali Rahmon, líder do Partido Democrático Popular do Tajiquistão (PDPT), que mantém forte controle sobre o sistema político. As eleições de 2015 ocorreram em um ambiente de crescente repressão à oposição, incluindo o Partido do Renascimento Islâmico do Tajiquistão (IRPT), que perdeu representação parlamentar em comparação com 2010. O assassinato de um líder da oposição em 5 de março de 2015 intensificou preocupações sobre a repressão política no país.

## Sistema Eleitoral
Os 63 assentos da Assembleia de Representantes foram distribuídos por dois métodos:
- 41 assentos em círculos uninominais: Eleitos por maioria em dois turnos, exigindo mais de 50% dos votos no primeiro turno ou um segundo turno entre os dois mais votados.
- 22 assentos por representação proporcional: Distribuídos em um único eleitorado nacional com base nos votos totais recebidos pelos candidatos dos partidos nos círculos uninominais, com um limiar eleitoral de 5%.
A Comissão Central de Eleições e Referendos (CCER) organizou o pleito, mas foi criticada por sua falta de independência e transparência na nomeação de membros.

## Partidos Políticos
Os seguintes partidos participaram das eleições de 2015, com diferentes níveis de sucesso e influência no cenário político tajique:
- Partido Democrático Popular do Tajiquistão (PDPT): Fundado em 1998, é o partido governista liderado por Emomali Rahmon. Representa uma ideologia secular e nacionalista, com forte apoio nas áreas rurais e urbanas devido ao controle estatal. Em 2015, consolidou sua dominância com 65,2% dos votos proporcionais.
- Partido Agrário do Tajiquistão: Criado em 2005, foca nos interesses dos trabalhadores rurais e agricultores. Alinhado ao governo, obteve 11,8% dos votos, ganhando assentos pela primeira vez desde sua fundação.
- Partido das Reformas Econômicas do Tajiquistão: Estabelecido em 2005, promove reformas econômicas e modernização. Também pró-governo, alcançou 7,6% dos votos, refletindo apoio crescente.
- Partido Socialista do Tajiquistão: Fundado em 1996, tem uma plataforma de esquerda moderada. Superou o limiar de 5% pela primeira vez em 2015, com 5,5%, mas é visto como leal ao PDPT.
- Partido Comunista do Tajiquistão: Herdeiro do partido soviético, mantém uma base pequena e nostálgica. Com 2,2%, ganhou assentos apenas nos círculos uninominais.
- Partido Democrático do Tajiquistão: Formado em 1990, defende democracia liberal, mas tem influência limitada. Obteve 1,7% e um assento uninominal.
- Partido do Renascimento Islâmico do Tajiquistão (IRPT): Fundado em 1990, era o principal partido de oposição, com uma base islâmica moderada. Após obter 8,2% em 2010, caiu para 1,6% em 2015, perdendo todos os assentos em meio a repressão estatal.
- Partido Social-Democrata do Tajiquistão (SDPT): Criado em 1998, é um partido de oposição pró-democracia. Com apenas 0,5%, não conseguiu representação.
A maioria dos partidos menores é considerada alinhada ao governo, enquanto IRPT e SDPT enfrentaram restrições significativas.

## Campanha e Conduta
A campanha foi conduzida em um ambiente controlado, com vantagens claras para o PDPT, incluindo acesso desproporcional à mídia estatal e distinção pouco clara entre o partido e o governo. Observadores da Organização para a Segurança e Cooperação na Europa (OSCE) relataram restrições ao espaço político, pressão sobre eleitores e assédio a partidos de oposição, como o IRPT e o SDPT. No dia da eleição, foram registradas irregularidades como votação múltipla (24% das observações), votação por procuração (24%) e falta de sigilo (9%). O cômputo dos votos também foi criticado, com mais de 50% das urnas observadas recebendo avaliações negativas devido a procedimentos não respeitados.
Nenhuma eleição no Tajiquistão desde 1992 foi considerada livre ou justa por observadores internacionais.

## Resultados
Com uma participação oficial de 87,70% dos 4.323.634 eleitores registrados, equivalente a 3.791.827 votantes, o PDPT consolidou sua dominância, conquistando 51 assentos. Outros partidos menores ganharam representação limitada, enquanto o IRPT, que havia obtido 8,2% dos votos em 2010, não alcançou o limiar de 5% e perdeu seus dois assentos.
Abaixo, a tabela com a estimativa de votos calculada com base no total de 3791827 votos válidos e nas percentagens fornecidas:
| Partido | Votos     | %     | Assentos          | Assentos     | Assentos | Assentos |
| Partido | Votos     | %     | Círculo eleitoral | Proporcional | Total    | +/–      |
| --- | --------- | ----- | ----------------- | ------------ | -------- | -------- |
| Partido Democrático Popular                                                                                    | 2.472.271 | 65,2  | 35                | 16           | 51       | 4        |
| Partido Agrário                                                                                                | 447.435   | 11,8  | 2                 | 3            | 5        | 3        |
| Partido das Reformas Econômicas                                                                                | 288.178   | 7,6   | 1                 | 2            | 3        | 1        |
| Partido Socialista                                                                                             | 208.550   | 5,5   | 0                 | 1            | 1        | 1        |
| Partido Comunista do Tajiquistão                                                                               | 83.420    | 2,2   | 2                 | 0            | 2        | 0        |
| Partido Democrático                                                                                            | 64.461    | 1,7   | 1                 | 0            | 1        | 1        |
| Partido do Renascimento Islâmico                                                                               | 60.669    | 1,6   | 0                 | 0            | 0        | 2        |
| Partido Social-Democrata                                                                                       | 18.959    | 0,5   | 0                 | 0            | 0        | 0        |
| Total | 3.791.827 | 100   | 41                | 22           | 63       | 0        |
| Eleitores registrados/comparecimento                                                                           | 4.323.634 | 87,70 | –                 | –            | –        | –        |
| Fonte: OSCE, Wikipédia em inglês, IPU. Os números de votos são estimativas baseadas nas percentagens oficiais. |           |       |                   |              |          |          |

## Reações e Implicações
A OSCE concluiu que as eleições não ofereceram aos eleitores uma escolha genuína devido à falta de pluralismo e às irregularidades generalizadas. A exclusão do IRPT do parlamento foi vista como um sinal de crescente autoritarismo, especialmente após sua proibição posterior em 2015, quando foi classificado como organização terrorista pelo governo tajique. A missão de observação recomendou reformas como a criação de um registro nacional de eleitores e a redução de restrições à liberdade de expressão.